# Erpodium grossirete
Erpodium grossirete är en bladmossart som beskrevs av C. Müller 1893. Erpodium grossirete ingår i släktet Erpodium och familjen Erpodiaceae. Inga underarter finns listade i Catalogue of Life.